# Alphonso Johnson

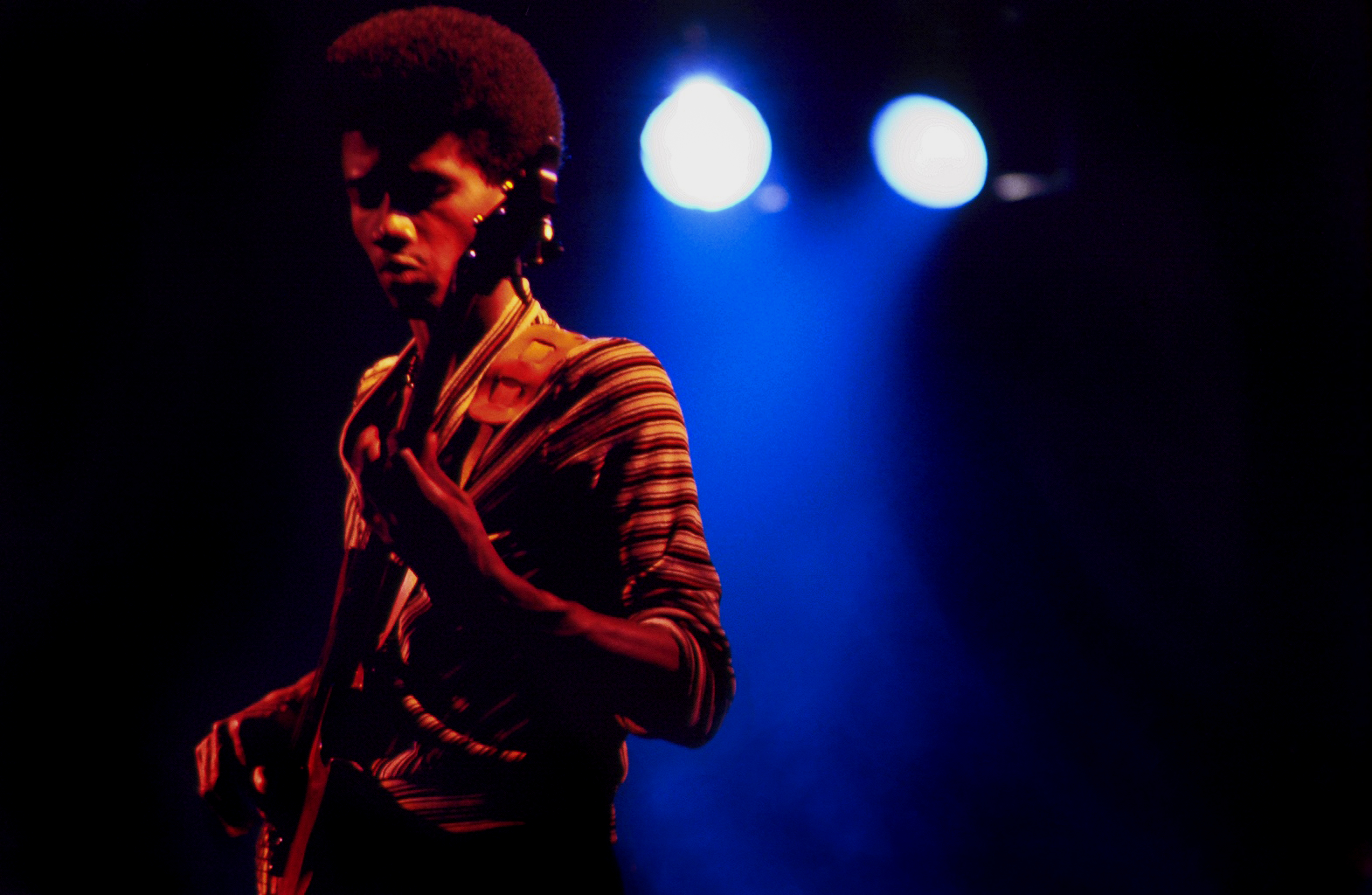
Alphonso Johnson, 1977

Alphonso Johnson (* 2. Februar 1951 in Philadelphia) ist ein US-amerikanischer Jazzbassist des Modern Jazz und Fusionjazz. 

## Biographie
Ursprünglich war Johnson Posaunist und Kontrabassist, aber 1968 spezialisierte er sich auf das Instrument E-Bass. Seine musikalische Karriere begann Anfang der 1970er Jahre; damals arbeitete er mit verschiedenen Jazzmusikern zusammen, wie Horace Silver, Woody Herman (1972), Chuck Mangione (1973) und Chet Baker. Johnson wurde schließlich Mitglied der Jazzrock-Formation Weather Report, wo er 1973 den Platz des Gründungsmitglieds Miroslav Vitouš übernahm. Er wirkte auf dem Album Mysterious Traveller von Weather Report mit, nahm anschließend noch zwei weitere Alben mit der Band auf, verließ dann aber Ende 1975 die Band. Im Anschluss arbeitete er in der Band von Billy Cobham und George Duke (1976–77).  
Johnson war einer der ersten Musiker, die den Chapman Stick populär machten. 1977 ebnete ihm das den Weg zu einer Probe bei Genesis, die Ersatz für Steve Hackett suchten. Weiterhin arbeitete er bei  Eddie Henderson, Flora Purim, den Crusaders und Bob Weir; in jenen Jahren nahm er auch mit John McLaughlin, Dee Dee Bridgewater, Phil Collins, Didier Lockwood und L. Subramaniam  auf. Zwischen 1985 und 1989 (aber auch 1992) war Johnson Mitglied von Santana; 1996 wirkte er auch beim Solo-Bandprojekt Abraxas Pool einiger (ehemaliger) Santana-Bandmitglieder mit. Im selben Jahr tourte er mit Wayne Shorter, Jim Beard, David Gilmore und Rodney Holmes. Dann gehörte er bis 2002 zur Coverband Jazz Is Dead, auf deren Alben Blue Light Rain, Laughing Water und Great Sky River er zu hören ist.
Johnson ist über seine eigentliche Arbeit als Musiker hinaus immer wieder als Bassisten-Ausbilder in Erscheinung getreten. So lehrte er beispielsweise am Mesar Haus Institute of Music in Tokyo, am Musicians Institute in Los Angeles und am California Institute of the Arts. 2004 wurde er als Associate Professor an die University of Southern California berufen. Seminare und Workshops führten ihn nach Deutschland, Großbritannien, Frankreich, Australien, Brasilien und Argentinien.

## Auswahldiskographie
Soloalben
- 1976: Moonshadows
- 1976: Yesterdays Dreams
- 1977: Spellbound

Sonstige Zusammenarbeit
- Weather Report: Mysterious Traveller, Tale Spinnin´, Black Market
- Santana: Beyond Appearances (1985), Freedom (1987), Blues for Salvador (1987), Viva Santana! (1988), Spirit Dancing in the Flesh (1990)
- Abraxas Pool: Abraxas Pool (Miramar/BMC, 1997)
- Philip Catherine: Guitar Groove (Dreyfus, 1999)